# Огоньки
Огоньки́ (до 1948 — Орта-Елі, крим. Orta Eli) — село Керченського району Автономної Республіки Крим.
Поблизу західної околиці села розташовано археологічну пам'ятку Трибратні могили.